# Дворфы (D&D)

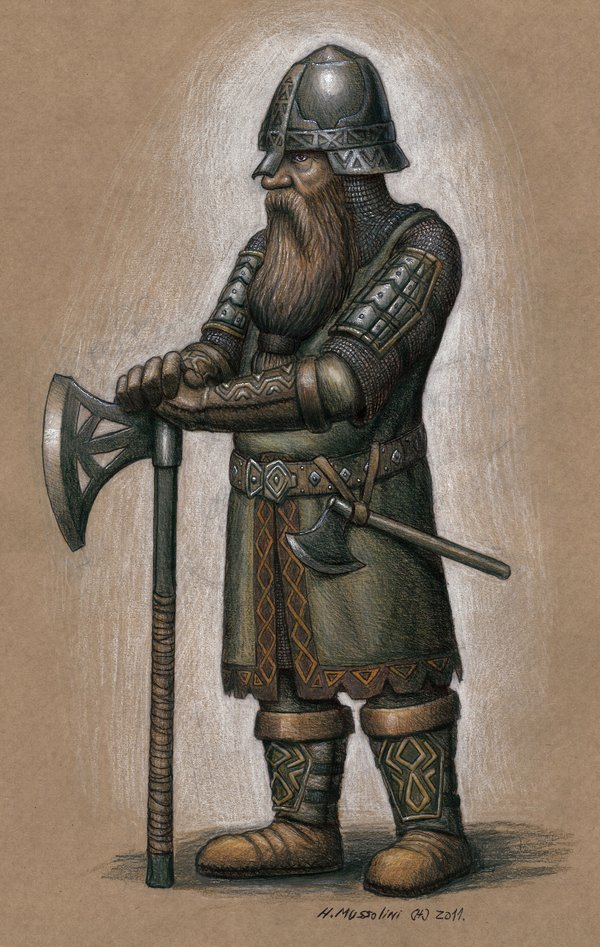
Дворф

Дварфы (Dwarves) — вымышленная раса популярной ролевой системы Dungeons & Dragons и сеттинга Забытые Королевства.
Во многих книгах и игровых сеттингах, основанных на архетипах ролевой системы Dungeons & Dragons — таких как Forgotten Realms, Dragonlance, WarCraft, существует разница между расами гном (англ. gnome) и дварф (англ. dwarf). Как правило, при отсутствии принципиальных сюжетных препятствий и тех, и других переводят как «гном». В тех случаях, когда различие необходимо подчеркнуть переводом (например, в «Шаннаре» Терри Брукса, где эти народы враждуют), обычно прибегают к неологизму «дворф» или «дварф». Существуют также переводы, где dwarf переведено как «гном», в то время как gnomes намеренно искаженно транскрибированы как «гнумы» или названы иначе (карлики, гномики, лепреконы, лилипуты), и такие, где дворфы названы карликами, а собственно гномы — гномами.
Различия между двумя понятиями невелики, но постоянны:
Dwarf — существо небольшого роста, коренастое и очень сильное, у мужчин, как правило, густые бороды. Народ дворфов живет обычно в горах (под горами), славится кузнецким мастерством и боевым искусством. Таких существ чаще всего изображают в виде низкорослых викингов. Им также приписывают владение рунной магией.
Gnome — очень маленькое существо, иногда бородатое или с усами. Гномы обитают глубоко в подземельях, где копят сокровища. Во многих мирах с элементами стимпанка, гномы изображаются талантливыми инженерами-техниками, создающими сложные механизмы, порох и оружие, дирижабли или даже вертолеты. А также изобретателями зеркал, в том числе и волшебных. Один из первых примеров таких гномов — гномы-механики Кринна (Dragonlance) и Лантана (Forgotten Realms). Также эти гномы могут владеть магией волшебников и чернокнижников, иногда изображаемые как лесные маги.
Эти различия уходят корнями не столько в мифологию, сколько в ролевую систему Dungeons & Dragons, где народы описаны именно таким образом.

## Общая информация
Дворфы — низкий, коренастый народ, их легко узнать по размеру и осанке. В среднем они от 4 до 4 1/2 футов ростом (1,2—1,4 метра). У них румяные щёки, тёмные глаза и тёмные волосы. Дворфы могут жить более 400 лет. Обычно дворфы угрюмы и неразговорчивы. Они увлекаются тяжёлой работой, и их мало заботит юмор. Они сильные и храбрые. Они любят пиво, эль, мёд и более крепкие напитки. Их главная любовь, однако, драгоценный металл, в частности золото и мифрил. Они ценят самоцветы, особенно алмазы, и непрозрачные камни (кроме жемчужин). Они не слишком любят эльфов, и испытывают лютую ненависть к оркам и гоблинам.

### Расовые особенности
- Средний рост: 4—4,5 футов
- Характеристики: +2 Телосложение, −2 Харизма
- Зрение: Темновидение до 60 футов.
- Языки: Общий, Дворфийский
- Бонусы умений: +2 Знание подземелий , +2 расовый бонус к спасброскам против яда, +2 бонус к спасброскам против заклинаний
- Дворфийское владение оружием: умение обращаться с дворфийскими боевыми топорами